# Muzeum moderny
Muzeum moderny (švédsky Moderna Museet) je švédské státní muzeum moderního a současného umění na ostrově Skeppsholmen v centru Stockholmu. Muzeum vzniklo roku 1958 a roku 2009 otevřelo pobočku v Malmö nazvanou Muzeum moderny Malmö (Moderna Museet Malmö). Prvním ředitelem byl významný sběratel a muzeolog Pontus Hultén, který později muzeu také daroval svou sbírku, archiv a knihovnu. Současnou hlavní budovu muzea navrhl Rafael Moneo. U muzea se nachází park skulptur.